# ARL 44
ARL 44 — один з французьких танків, розроблений під час Другої світової війни. Базувався на довоєнному піхотному танку B1bis. Класифікувався як перехідний танк.
Був важливим технологічним стрибком для французького танкобудування. При застарілій ходовій частині та поганій бортовій і кормовій броні все таки був на рівні танків Пантера, які часто французи брали для порівняння.
Корпус танка був виконаний у дусі німецького танкобудування. Башта ACL-1 була лита та мала товщину 90 мм,але заводи не мали потужності для виготовлення ACL-1,тому фірмою  "Шнейдер" була розроблена нова сучасна башня з 90-мм гарматою DCA 45 зі швидкістю польоту снаряда до 1000 м/с і бронебійністю до 200 мм з відстані в 1000 м і точністю стрільби кращою за танк Пантера. 
Танк стали класифікувати як винищувач танків. Було випущено всього 60 таких танків. Загалом танк виявився архаічним і застарілим, особливо на тлі англійського Центуріона, американських M26 Pershing, M46 Patton і радянського ІС-3, тому 1953 був знятий з озброєння і взятий за мішені.

## Історія створення
Відразу ж після звільнення від окупації у Франції поновилися роботи зі створення власних бойових машин, розпочаті ще до захоплення країни німцями в 1940 році. У 1938 році Франція почала розробку нової машини на базі шасі В1. За проєктом танк передбачалося оснастити баштою абсолютно нової конструкції і встановити в ній 75-мм довгоствольну гармату. До моменту захоплення Франції німецькими військами проєкт все ще перебував у стадії розробки. Конструктори продовжували роботу в таємниці від загарбників, і в 1944 році, відразу ж після звільнення Парижа, нова модель танка була негайно запущена у виробництво. Перший серійний танк був випущений в 1946 році, що являло собою справжній подвиг французької промисловості, особливо якщо взяти до уваги її стан після чотирьох років окупації. Машина отримала позначення ARL-44 і стала називатися перехідним танком.
Спочатку планувалося випустити 300 машин цього типу, але врешті-решт ця кількість скоротилася до 60 одиниць, які надійшли на озброєння 503-го танкового полку і в його складі в перший і останній раз були показані публічно під час військового параду 14 липня 1951 року. Виробництво було доручено фірмі «Рено». А фірма «Шнейдер» поставляла для них башти нового зразка.

## Опис конструкції
Гусениці і підвіска були подібні до тих, які використовувалися на В1, але корпус, башта і двигун були розроблені з нуля і не мали аналогів у французькому танкобудуванні. Як основне озброєння була прийнята вдосконалена 90-мм зенітна гармата фірми «Шнейдер» з початковою швидкістю снаряда 830 м/с. Вона встановлювалися в башті багатогранної форми.
Лобові броньові деталі корпусу були виконані з доцільним нахилом. Механік-водій і його помічник розташовувалися попереду у відділенні управління, а три інших члена екіпажу розміщувалися в башті. Моторно-трансмісійне відділення знаходилося в кормовій частині. Слідом за ARL-44 повинен був піти танк ARL-50, але, не дивлячись на те, що були виготовлені і навіть випробувані кілька прототипів цієї машини, вона не пішла в серійне виробництво, так як до цього моменту французька армія почала отримувати у великих кількостях американські М47. Танк ARL-44 був перехідною конструкцією і нагадував французькі довоєнні моделі. Він володів достатньою вогневою міццю, гарною бронею і задовільною мобільністю. Із 1947 по 1953 рік 60 ARL-44 знаходилися на озброєнні 503-го танкового полку французької армії.